# Roiat
Roiat (en francès, Royat) és un municipi francès situat al departament del Puèi Domat i a la regió d'Alvèrnia-Roine-Alps. L'any 2007 tenia 4.613 habitants.

## Demografia

### Població
El 2007 la població de fet de Royat era de 4.613 persones. Hi havia 2.157 famílies de les quals 925 eren unipersonals (429 homes vivint sols i 496 dones vivint soles), 649 parelles sense fills, 467 parelles amb fills i 116 famílies monoparentals amb fills.
La població ha evolucionat segons el següent gràfic:
Habitants censats

### Habitatges
El 2007 hi havia 2.903 habitatges, 2.216 eren l'habitatge principal de la família, 288 eren segones residències i 399 estaven desocupats. 1.192 eren cases i 1.701 eren apartaments. Dels 2.216 habitatges principals, 1.278 estaven ocupats pels seus propietaris, 897 estaven llogats i ocupats pels llogaters i 41 estaven cedits a títol gratuït; 222 tenien una cambra, 329 en tenien dues, 418 en tenien tres, 429 en tenien quatre i 818 en tenien cinc o més. 1.339 habitatges disposaven pel capbaix d'una plaça de pàrquing. A 973 habitatges hi havia un automòbil i a 816 n'hi havia dos o més.

### Piràmide de població
La piràmide de població per edats i sexe el 2009 era:
| Homes | Edats   | Dones |
| ----- | ------- | ----- |
| 0     | 95 o +  | 12    |
| 8     | 90 a 94 | 36    |
| 32    | 85 a 89 | 92    |
| 36    | 80 a 84 | 56    |
| 68    | 75 a 79 | 104   |
| 112   | 70 a 74 | 136   |
| 64    | 65 a 69 | 124   |
| 124   | 60 a 64 | 156   |
| 116   | 55 a 59 | 124   |
| 200   | 50 a 54 | 200   |
| 164   | 45 a 49 | 172   |
| 176   | 40 a 44 | 172   |
| 152   | 35 a 39 | 168   |
| 124   | 30 a 34 | 148   |
| 172   | 25 a 29 | 208   |
| 124   | 20 a 24 | 212   |
| 96    | 15 a 19 | 144   |
| 100   | 10 a 14 | 132   |
| 92    | 5 a 9   | 100   |
| 92    | 0 a 4   | 80    |

## Economia
El 2007 la població en edat de treballar era de 2.974 persones, 2.172 eren actives i 802 eren inactives. De les 2.172 persones actives 1.930 estaven ocupades (991 homes i 939 dones) i 242 estaven aturades (116 homes i 126 dones). De les 802 persones inactives 289 estaven jubilades, 298 estaven estudiant i 215 estaven classificades com a «altres inactius».

### Ingressos
El 2009 a Royat hi havia 2.299 unitats fiscals que integraven 4.645,5 persones, la mediana anual d'ingressos fiscals per persona era de 23.015 €.

### Activitats econòmiques
Dels 218 establiments que hi havia el 2007, 10 eren d'empreses alimentàries, 1 d'una empresa de fabricació de material elèctric, 7 d'empreses de fabricació d'altres productes industrials, 14 d'empreses de construcció, 36 d'empreses de comerç i reparació d'automòbils, 4 d'empreses de transport, 26 d'empreses d'hostatgeria i restauració, 7 d'empreses d'informació i comunicació, 7 d'empreses financeres, 16 d'empreses immobiliàries, 25 d'empreses de serveis, 44 d'entitats de l'administració pública i 21 d'empreses classificades com a «altres activitats de serveis».
Dels 41 establiments de servei als particulars que hi havia el 2009, 1 era una oficina de correu, 3 oficines bancàries, 2 paletes, 1 guixaire pintor, 1 fusteria, 5 lampisteries, 3 electricistes, 1 empresa de construcció, 9 perruqueries, 10 restaurants, 2 agències immobiliàries, 2 tintoreries i 1 saló de bellesa.
Dels 20 establiments comercials que hi havia el 2009, 1 era una gran superfície de material de bricolatge, 1 una botiga de més de 120 m², 3 botiges de menys de 120 m², 4 fleques, 3 carnisseries, 1 una llibreria, 3 botigues de roba, 1 un drogueria, 2 joieries i 1 una floristeria.

## Equipaments sanitaris i escolars
Els 2 equipaments sanitaris que hi havia el 2009 eren farmàcies.
El 2009 hi havia 1 escola maternal i 1 escola elemental.

## Poblacions més properes
El següent diagrama mostra les poblacions més properes.